# Château du Gigersbourg
Le château du Gigersbourg est un château fort alsacien du XIIe siècle, abandonné au XIVe siècle. Le château se dresse sur la commune de Wihr-au-Val dans le département du Haut-Rhin en région Grand Est, au sein de la région historique et culturelle d'Alsace. Le château était le siège d'une cour seigneuriale (Dinghof).

## Nom du château
Le nom actuel du château, Gigersburg, ou Gigersbourg, est le nom sous lequel le château est connu localement. Il s'agit d'une déformation du nom de la famille de ses constructeurs, les Girsberg. Le nom exact devrait être Girsberg.[réf. nécessaire]
Les premières mentions parlent du château de Girsperc ou château de Girsberg. La famille Girsberg ayant construit ou possédé plusieurs châteaux, le château du Gigersbourg étant le château initial et principal de cette famille a souvent été appelé « château patrimonial de Girsberg » (« Stammburg Girsperc » dans l'acte de 1303).
Le château est situé au lieu-dit Schaenzel (Petite muraille en alsacien) ; il est ainsi appelé Girsberg-Schaenzel dans certaines publications, par opposition au Girsberg-Staufen, ou Staufenberg, construit au sommet du Staufen, et au Girsberg-Walbach, nom qui a pu être donné au château de Walbach, et au Girsberg-Stein, l'un des trois châteaux de Ribeauvillé.

## Situation géographique
Le château est situé à une altitude de 408 m, et placé à 1 km au sud de Wihr-au-Val.

## Historique

### Origines du château
Un palais seigneurial - Dinghof ou cour colongère - existe à Wihr-au-Val, attaché au château du Girsberg. La famille Butenheim a été en possession de ce fief et a soutenu certains droits contre les habitants de Wihr-au-Val. Les Butenheim ont vendu ces droits à la famille Girsberg, qui a probablement construit le château à son nom. 
Avoués de l'abbaye de Payerne, dont ils administrent les terres situées sur la rive droite de la Fecht, entre Saint-Gilles et Griesbach, jusqu'à Wasserbourg, ils profitent de cette position accaparer les terres abbatiales et fortifient leurs terres.
La date exacte de construction du château n'est pas connue, mais les Girsberg apparaissent pour la première fois en 1185 dans les annales colmariennes. 

### Les Girsberg aux abois
Titulaires de droits sur Wihr-au-Val, qui appartient aux Rappoltstein et bousculés au sud par l'évêque de Strasbourg et les Hattstatt qui acquièrent Soultzbach-les-Bains, les Girsberg se montrent de plus en plus agressifs avec leur voisinage.
Le 20 septembre 1279, ils incendient Wihr-au-Val et son château, le Sonnenbourg.
En 1281, les Girsberg construisent un petit château au sommet du Staufen, nommé Staufenberg, ou parfois Girsberg-Staufen, probablement pour tenter de bloquer à la famille Hattstatt l'accès à la vallée de Munster, sur laquelle cette dernière a des visées. Ce château est immédiatement détruit par les habitants du Haut-Mundat, vassaux de l'évêque de Strasbourg. Les Hattstatt construisent dès 1282 le château du Haut-Hattstatt pour protéger la route Hattstatt-Soultzbach.
En 1284, les Girsberg reconstruisent le château du Staufenberg. Celui-ci est détruit, « réduit en cendre » disent les chroniques, la même année par Conrad-Werner de Hattstatt.

### Le siège de 1290-1291 et destruction du château
En 1289, les seigneurs de Girsberg assassinent Sigfrid de Gundolsheim, Schultheiss impérial et seigneur du Holandsbourg, une seigneurie au voisinage de Saint-Gilles, qui appartient aux Girsberg. 
Las de ces interminables querelles de voisinage et mis en colère par l'assassinat de son représentant, l'empereur Rodolphe II de Habsbourg ordonne en 1290 aux troupes de la ville impériale de Colmar d'assiéger le château du Girsberg. 
Un camp est installé à 300 m du château, 50 m au-dessus de celui-ci permettant à un trébuchet de bombarder le château. Le siège s'éternise et les colmariens sont épuisés. En 1291, Rodolphe II de Habsbourg envoie des hommes, des vivres et de l'argent aux assiégeants et leur ordonne de mener des travaux de mines afin de faire tomber les murailles. Une galerie est creusée dans le roc afin d'atteindre les fondations des murailles. Deux galerie de diversion sont creusées. 
Après un long siège de 23 à 30 semaines, ce qui en fait le siège le plus long de l'histoire des châteaux d'Alsace, les Girsberg se rendent aux troupes colmariennes commandées par le bailli impérial Conrad-Werner de Hattstatt, lui donnant toutes leurs possessions. Les Girsberg sont emprisonnés dans leur château ; ils y  assisteront probablement au siège de Wihr-au-Val de 1293. 
Ils sont libérés deux ans plus tard, en 1293, à la condition de démanteler le château,.

### Reconstruction du château, luttes fratricides et second siège
En 1296, l'empereur Rodolphe II de Habsbourg étant décédé, les Girsberg reviennent sur leur promesse et reconstruisent leur château du Girsberg.
Dans les années qui suivent, une querelle naît entre les deux frères. L'aîné est victorieux et s'empare du château. 
Henri-le-Jeune de Rappoltstein entend remettre de l'ordre chez ses vassaux et assiège le château en 1306.
Comprenant le danger de la situation, les seigneurs Johannes et Otto von Girsperg firent la paix avec Henri-le-Jeune de Rappoltstein, et ils lui remirent, en présence du Landvogt Jean de Lichtenberg et de Jean, landgrave de l'Alsace  inférieure, l'ensemble des droits qu'ils détenaient à Wihr-au-Val. L'accord rappelle leur vassalité aux Rappoltstein et prévoit la remise à ces derniers de leur château du Girsberg.

### Échange de château avec les Rappoltstein et abandon définitif
Conformément à l'accord de 1306, ils cédèrent le château patrimonial à Henri de Ribeaupierre en 1316, recevant en compensation et en fief le château de Stein près de Ribeauvillé, appelé plus tard château de Girsberg.
Le château du Girsberg situé en-face de Wihr-au-Val, où ils possèdent déjà le Sonnenbourg, n'est pas utilisé par les Rappoltstein et tombe peu à peu en ruine.
En 1397, le comte de Rappoltstein songe à réhabiliter le château du Girsberg, à l'abandon. Le projet sera finalement abandonné.
En 1510, les Rappoltstein cèdent la ruine du Girsberg ainsi que le domaine attenant à l'abbaye de Murbach.

## État actuel
Abandonné depuis 1316, il ne reste plus du château que deux murs maçonnés visibles. Le plan reste compréhensible avec des fossés et des tracés de murs visibles.
Il reste également des traces des travaux de sièges entrepris au cours de son histoire.